# 305-й окремий батальйон радіоелектронної боротьби (Україна)
305-й окремий батальйон радіоелектронної боротьби (305 ОБРЕБ) — військове формування в складі Військ радіоелектронної боротьби Збройних сил України із гарнізоном у Костополі Рівненської області.

## Структура[2]
- Штаб
- роти радіоелектронної боротьби
- відділи технічного забезпечення та обслуговування
- розвідувальні групи РЕБ
- логістичні служби